# إدوارد بي. باري
إدوارد بي. باري هو محامي وسياسي أمريكي، ولد في 28 نوفمبر 1864 في بوسطن في الولايات المتحدة، وتوفي بنفس المكان في 2 سبتمبر 1936. نشط حزبياً في الحزب الديمقراطي. وقد انتخب نائب حاكم ماساتشوستس ‏ (8 يناير 1914 – 7 يناير 1915).